# Maximilià Francesc d'Àustria
L'Arxiduc Maximilià Francesc d’'Àustria, en alemany: Maximilian Franz Xaver Joseph Johann Anton de Paula Wenzel von Österreich (Viena 8 de desembre de 1756 – Viena 27 de juliol de 1801) va ser un arquebisbe i Elector Espiritual de Colònia (i com a tal Canceller del Sacre Imperi Romanogermànic per a Itàlia), Gran Mestre dels Cavallers Teutònics i el darrer fill de l'arxiduquessa Maria Teresa I d'Àustria i del seu marit l’Emperador Francesc I. També dos dels seus germans van ser emperadors (Josep II i Leopold II). La guillotinada Maria Antonieta d'Àustria era una seva germana. Va patrocinar el jove Ludwig van Beethoven i va fer que aquest es fes deixeble de Mozart a Viena encara que, per malaltia de la mare de Beethoven, ho va ser durant un molt curt període.

## Biografia

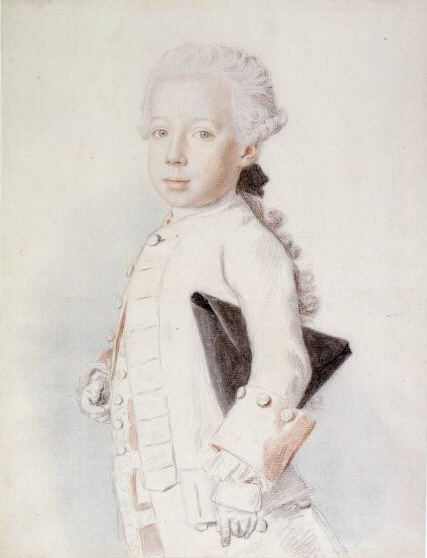
Maximilian Franz als 6 anys per Liotard

Maximilià Francesc nasqué al palau imperial Hofburg. El 1780 succeí el seu oncle Carles Alexandre de Lorraine com Hochmeister (Gran Mestre dels Cavallers Teutònics.
A la seva cort de Bonn, com a patrocinador de la música, Maximilià Francesc va mantenir un establiment musical de la cort en el qual el pare de Beethoven hi va actuar cantant com a tenor, jugant així un paper important en la primera carrera del seu fill com a membre del mateix cos musical del qual el seu avi, també dir Ludwig, havia estat mestre de capella (Kapellmeister).
L’any 1792, poc després de la mort de Mozart, Maximilià va tornar a enviar el compositor Beethoven a Viena perquè aprengués aquesta vegada sota Joseph Haydn, Antonio Salieri i altres. Per raons de la situació política i militar, Beethoven ja no va marxar de Viena on va fer la resta de la seva carrera.

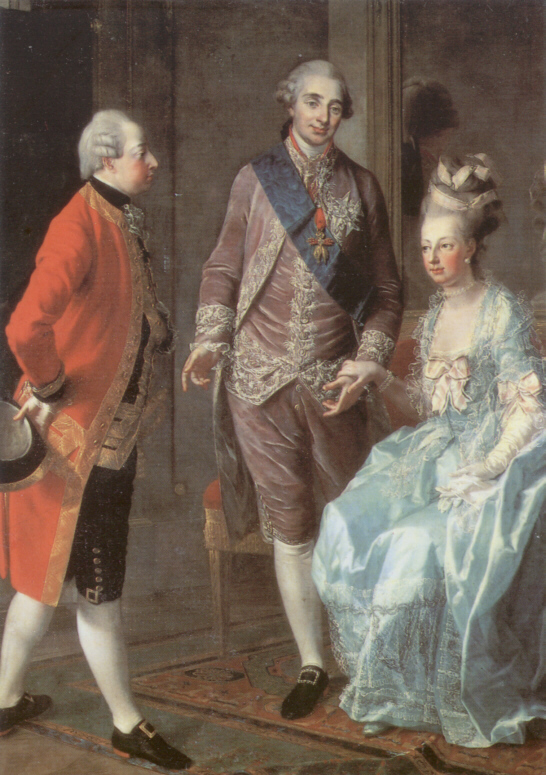
Maximilian Franz visita la seva germana Marie Antoinette i el rei Louis XVI. per Josef Hauzinger

Durant les Guerres revolucionàries (1794) els dominis de Maximilian Franz (que incloïen Colònia i Bonn) van ser ocupats per l'exèrcit revolucionari francès. Amb el Tractat de Lunéville (1801), la cort de l’arquebisbe va deixar d’existir. Aquest elector ja molt malalt, va morir al Palau Hetzendorf als 44 anys.
Beethoven havia previst dedicar la seva Simfonia No. 1 (la “Primera Simfonia”) al seu patrocinador però aquest va morir abans que estigués acabada.
Dins la teoria de la conspiració, com la de la Sagrada Sang i el Sant Grial, Maximilian Franz es diu que és el 22è Gran Mestre del Priorat de Sion.